# Кандис Ренуар
Кандис Ренуар (фр. Candice Renoir) — французский детективный телесериал, производства компании Boxeur de Lune совместно с Telfrance (2-3 сезоны), Be-Films (2-3 сезоны) и RTBF (2-3 сезоны), и при участии France Télévisions, RTS и 13e rue (3 сезон). Авторы сюжета — Солен Руа-Пажено, Робен Барато и Брижитт Пескин. Демонстрируется во Франции с 19 апреля 2013 по France 2.

## Сюжет
Мать четырёх детей майор парижской уголовной полиции Кандис Ренуар возвращается на службу после десятилетнего перерыва и долгого пребывания за границей с мужем, с которым она теперь намерена развестись. Кандис переводят начальником отдела на вакантное место в комиссариат Монпелье. На работе подчиненные недовольны назначением парижанки, внешне похожей, по их мнению, на куклу Барби, начальница относится неприязненно, дети доставляют множество хлопот дома, а информационные технологии за десять лет ушли далеко вперед. Когда-то Кандис находилась на хорошем счету в полиции. Сейчас ей приходится доказывать свою состоятельность в провинции, и завоевывать доверие и уважение коллег.
В начальных титрах каждой серии звучит песня Ареты Франклин Respect. Сесиль Буа была утверждена на роль Кандис Ренуар в январе 2012, после перерыва в карьере, связанного с рождением второго ребёнка. Со следами нескольких лишних килограмм, набранных во время беременности, она хорошо подходила на роль матери четырёх детей. Съемки первых трех сезонов проходили в Сете и Монпелье, четвёртого — возле заводи близ Бузига в Эро, затем в Ниме. В апреле 2016, перед началом показа четвёртого сезона, объявлено о продлении сериала на пятый сезон.

## Эпизоды

### Первый сезон (19 апреля — 10 мая 2013)
1. В тихом омуте черти водятся / Il faut se méfier de l’eau qui dort
2. Чем больше, тем веселее / Plus on est de fous, plus on rit
3. Лишь бы напиться до бесчувствия / Pourvu qu’on ait l’ivresse
4. По месту и честь / À tout seigneur, tout honneur
5. Не рой яму другому, сам в неё попадешь / Tel est pris qui croyait prendre
6. Тот богат, кто ничего не должен / Est assez riche qui ne doit rien
7. Горе гонцу с дурной вестью / Malheur à celui par qui le scandale arrive
8. Цель оправдывает средства / La fin justifie les moyens

### Второй сезон (18 апреля — 16 мая 2014)
1. Устами младенца глаголет истина / La vérité sort de la bouche des enfants
2. За двумя зайцами погонишься, ни одного не поймаешь / Qui trop embrasse, mal étreint
3. Сердцу не прикажешь / Le cœur a ses raisons
4. На чужом горе счастья не построишь / Bien mal acquis ne profite jamais
5. Человек человеку волк / L’homme est un loup pour l’homme
6. Не всяк танцор, кто пляшет / L’habit ne fait pas le moine
7. Самая красивая девушка не может дать больше того, что имеет / La plus belle fille ne peut donner que ce qu’elle a
8. Нет розы без шипов / La rose est amie de l'épine
9. Молчание — золото / Le silence est d’or
10. Молчание — знак согласия / Qui ne dit mot consent

### Третий сезон (15 мая — 19 июня 2015)
1. Лучше изобилие, чем нужда / Mieux vaut l’abondance que le besoin
2. Кого люблю, того и бью / Qui aime bien, châtie bien
3. Кто кается — сам себя карает / Qui se repent, se punit soi même
4. Отсутствующий всегда неправ / Les absents ont toujours tort
5. Не ты, так твой брат / Si ce n’est toi c’est donc ton frère[K 1]
6. Сор из избы не выносят / Il faut laver son linge sale en famille
7. Других не суди — на себя погляди / Charité bien ordonnée commence par soi même
8. Гнев ослепляет / La colère est aveugle
9. Всякий схож со своей болью / Tout homme ressemble à sa douleur[K 2]
10. Не все то золото, что блестит / Les apparences sont souvent trompeuses

### Четвёртый сезон (6 мая — 3 июня 2016)
1. Нет измены, которую не простят / Il n’est pas de trahison qu’on ne pardonne[K 3]
2. Сомнение — это похвала истине / Le doute est un hommage qu’on rend à la vérité[K 4]
3. Наш худший враг в нас самих / Notre pire ennemi est dans notre coeur
4. Лучше упредить, чем лечить / Mieux vaut prévenir que guérir
5. С глаз долой, из сердца вон / Loin des yeux, loin du cœur
6. Куда мать, туда и дочь / Telle mère, telle fille
7. Неразумно говорить всю правду / Toute vérité n’est pas bonne à dire
8. Нет дыма без огня / Pas de fumée sans feu
9. Друзья познаются в беде / C’est dans le malheur qu’on reconnait ses amis
10. Око за око — и весь мир ослепнет / Œil pour œil et le monde deviendra aveugle[K 5]

### Пятый сезон (28 апреля — 26 мая 2017)
1. Повинную голову меч не сечет / Faute avouée à demi-pardonnée
2. Скажи мне, кто твой друг, и я скажу, кто ты / Qui se ressemble s’assemble
3. Молодо — зелено / Il faut que jeunesse se passe
4. Деньги не пахнут / L’argent n’a pas d’odeur
5. Клин клином вышибают / Aux grands maux les grands remèdes
6. Лучше поздно, чем никогда / Mieux vaut tard que jamais
7. Любопытство доводит до беды / La curiosité est un vilain défaut
8. Ночью все кошки серы / La nuit, tous les chats sont gris
9. Чего хочет женщина… (часть первая) / Ce que femme veut…
10. Чего хочет женщина… (часть вторая) / Ce que femme veut…

### Шестой сезон (27 апреля — 25 мая 2018)
1. Il faut souffrir pour être beau
2. La vengeance est un plat qui se mange froid
3. Rira bien qui rira le dernier
4. À beau mentir qui vient de loin
5. Le chien est le meilleur ami de l’homme
6. C’est la goutte d’eau qui fait déborder le vase
7. L’enfer est pavé de bonnes intentions
8. À la guerre comme à la guerre
9. L’union fait la force (1ère partie)
10. L’union fait la force (2ème partie)

### Седьмой сезон (19 апреля — 17 мая 2019)
1. Une Femme Avertie En Vaut Deux
2. L’Espoir Fait Vivre
3. L’Erreur Est Humaine
4. On Ne Prête Qu’aux Riches
5. Prudence est Mère de Sûreté
6. Chassez le naturel, il revient au galop
7. Souvent Femme Varie…
8. Jeu de Main, Jeu de Vilain
9. Bon sang ne saurait mentir
10. Les Grands Esprits Se Rencontrent

### Восьмой сезон (17 апреля — 17 мая 2020)
1. Как кошка с собакой / Comme Chien et Chat
2. Огонь, который кажется потушенным, часто тлеет под пеплом / Souvent le Feu Éteint Dort Sous la Cendre
3. Никогда не требуй слишком многого / Abondance de Biens Ne Nuit Pas
4. То, что нас не убивает, делает нас сильнее / Ce Qui Ne Tue Pas Rend Plus Fort
5. Те, кто умеет ждать, получат все в свое время / Tout vient à point à qui sait attendre
6. Делай, что должен, что бы ни случилось / Fais ce que dois, advienne que pourra
7. Каждому свое (часть 1) / Il n’y a pas de grenouille qui ne trouve son crapaud. Partie 1
8. Каждому свое (часть 2) / Il n’y a pas de grenouille qui ne trouve son crapaud. Partie 2
9. Qui sème l’injustice moissonne le malheur
10. Comme on fait son lit on se couche

Девятый сезон (27 мая — 01 июля 2021)
1. Маленькая небрежность рождает большое зло/Petite négligence accouche d’un grand mal
2. Нет смысла бежать/Rien ne sert de courir
3. Необходимость делает закон/Nécessité fait loi
4. Кто сеет ветер, тот пожинает бурю/Qui sème le vent récolte la tempête
5. Часто один видит свое добро там, где другой видит свое зло/Souvent l’un voit son bien où l’autre voit son mal
6. Красота видна только глазами души/La beauté ne se voit qu’avec les yeux de l'âme
7. Кто идет на охоту, тот теряет место ч.1/Qui va à la chasse perd sa place partie 1
8. Кто идет на охоту, тот теряет место ч.2/Qui va à la chasse perd sa place partie 2
9. Кто живёт в ненависти, не знает покоя/Qui vit dans la haine ne connaît point le repos
10. Лучше завидовать, чем сожалеть/Mieux vaut faire envie que pitié

Десятый сезон (10 апреля — 24 апреля 2022)
1. Не хватает только одного существа, и все опустело/ Un seul être vous manque et tout est dépeuplé
2. Зло несет покаяние на спине/Le mal porte le repentir en croupe
3. Ложь всегда стремится подражать правде/Le mensonge cherche toujours à imiter la vérité
4. Не всё то золото, что блестит/Tout ce qui brille n’est pas d’or
5. Мы не убиваем ради любви/On ne tue pas par amour
6. Восхвалить прекрасный день, дождаться его конца/Pour vanter un beau jour, attends sa fin

Каждый льет воду на свою мельницу/Chacun dirige l’eau vers son moulin
Дата выхода 30.12.2022
На дату написания статьи фильм не переведен на русский язык.
Специальный эпизод, снятый на Корсике.
Продолжительность 90 минут.
Именно на Корсику Кэндис Ренуар и Антуан Дюма решили отправиться в «несвадебное» путешествие. Влюбленные намерены насладиться очарованием острова красоты и заслуженным отдыхом. Увы, поскольку в жизни дуэта все идет не так, как планировалось, они окажутся в центре расследования, поскольку будет совершено убийство, и один из влюбленных окажется подозреваемым в убийстве! Поэтому им придется засучить рукава, чтобы попытаться найти виновного…
Конец десятого сезона, закрывает важную главу детективного сериала и завершается «непредложением руки и сердца» Антуана (Рафаэль Ленглет) Кэндис после многих лет сложных отношений и препятствий.
«Я действительно очень довольна тем, как все закончилось», — сказала нам Сесиль Буа несколько недель назад. «Именно Солен Рой-Пажено написала финал по моей просьбе». Она спросила меня, чего я хочу, и я ей ответила: «Мы никогда не говорили о Брассенсе. И есть песня, которая засела у меня в голове и которую я нахожу очень подходящей по отношению к Кэндис, это „Честь имею не просить у вас руки“».
И вдруг она превратила его в предложение не замужества. Я очень горжусь этой маленькой идеей. Мы видим, как машина Кэндис и Антуана едет по дороге, мы понимаем, что они едут к своему будущему.
Этот 90-минутный блок, снятый Паскалем Ламани, постоянным участником сериала, рассказывает о насыщенном событиями отдыхе Антуана и Кэндис в великолепном отеле, расположенном на корсиканском пляже с бирюзовыми водами. Настоящая открытка, эта идиллическая обстановка предлагает отдых мечты для нашего любимого дуэта полицейских. Но появляется Кэндис Ренуар и все в конечном итоге превратится в комедию и бурю.
«Идея состоит в том, чтобы сделать настоящий подарок зрителям. Тем, кто является поклонником сериала, но, возможно, и некоторым другим. Потому что вы можете смотреть телефильм как независимую комедию».
Конфеты или жизнь/Des Bonbons ou la Vie
Дата выхода 30.10.2023

## В ролях

### Семья Ренуар
- Сесиль Буа — майор Кандис Ренуар
- Клара Антон — Эмма Ренуар, старшая из детей
- Этьен Мартинелли — Жюль Ренуар, старший из сыновей
- Поль Рюше — Мартен Ренуар, один близнец
- Александр Рюше — Лео Ренуар, другой близнец
- Арно Джованетти — Лоран Ренуар, бывший муж
- Бенжамин Барош - Максимилиан Франказаль, бывший муж

### Комиссариат
- Рафаэль Ленгле — капитан Антуан Дюма (де Л’Эстан)
- Мамед Арески — капрал Жан-Батист Меджауи (сезоны 1-2; 2 эпизода в сезоне 3)
- Гайя Вернёй — лейтенант Кристель да Сильва (сезоны 1-5, гость в 9-м сезоне)
- Филипп Дюкен — бригадир Альберт Маруваль (с 5-ю по 7-ю серию 3 -го сезона)
- Гийом Фор — бригадир Филипп Арман (3-я серия 4-го сезона)
- Али Мархьяр — капрал Мехди Баду (с 8-й серии 3-го сезона по н.в.)
- Оливье Каббассю — капитан Арман Маркес (4 сезон, с 6 сезона по н.в.)
- Элем Жаппен — лейтенант Валентин Атгер (с 5 сезона по н.в.)
- Ян Прадаль -Главный инспектор Моррен (с 9-й по 10-ю серию 5-го сезона)
- Франсуа-Доминик Блен — Фрэнк Давэн (со 2-й по 6-ю серии 6 сезона)
- Кристоф Нткбанура — лейтенант Исмаэль Ндонго (со 2 серии 8 сезона по н.в.)
- Алис Пуассон — Паскаль Ибаррури, медицинский эксперт (сезоны 1-2)
- Дельфин Риш — Алин Жего, медицинский эксперт (со 2-го по 5-й сезоны)
- Натали Дельпеш — Мари Венсан, медицинский эксперт (с 7-го сезона по н.в.)
- Самира Лаккаб — комиссар Ясмина Атье (сезон 1-3)
- Стефан Бланкафор — майор Давид Канова (Отдел по борьбе с бандитизмом) (со 2-го по 5-й сезон)
- Натали Бутифо — комиссар Сильвия Леклерк (сезоны 4-5, периодически в 6, периодически в 7, гость в 8-м, 10-м сезоне)

### Прочие
- Од Форже — Лоретта, няня (сезон 1)
- Александр Варга — Эрве Мадзини, сосед Ренуаров (сезоны 1-2, два эпизода в 5-м сезоне)
- Рафаэль Буатель — Одри Меджауи (сезоны 1-2)

### Актёры в эпизодах
| Актёр               | Персонаж               | Эпизод                                                          |
| ------------------- | ---------------------- | --------------------------------------------------------------- |
| Эдгар Живри         | Фабрис Беффа           | " В тихом омуте черти водятся «                                 |
| Флоранс Мюллер      | Элен Роше              | » Лишь бы напиться до бесчувствия «                             |
| Жан-Франсуа Гарро   | хозяин отеля           | » Не рой яму другому, сам в неё попадешь «                      |
| Натали Руссель      | Агата Лавандон         | » Тот богат, кто ничего не должен «                             |
| Грегори Деранжер    | Ферола                 | » Цель оправдывает средства «                                   |
| Жером Робар         | капитан Стефан Кейроль | » Цель оправдывает средства «                                   |
| Тома Жуанне         | Жюльен Лассаль         | » Устами младенца глаголет истина «                             |
| Эва Дарлан          |                        | » За двумя зайцами погонишься, ни одного не поймаешь «          |
| Луи Рего            |                        | » За двумя зайцами погонишься, ни одного не поймаешь «          |
| Шарлотта де Тюркейм | адвокат                | » Сердцу не прикажешь «                                         |
| Лоран Бато          | Венсан Фонтанель       | » Человек человеку волк «                                       |
| Мари Венсан         | сестра Шанталь         | » Не всяк танцор, кто пляшет «                                  |
| Сандрин Ле Берр     | Жюлия Дельсоль         | » Самая красивая девушка не может дать больше того, что имеет « |
| Валери Стро         | Жеральдин Лакомб       | » Нет розы без шипов «                                          |
| Жан-Пьер Микаэль    | Симон Ферре            | » Молчание — знак согласия «                                    |
| Софи де Ларошфуко   | Сара Лемаршан          | » Других не суди — на себя погляди "                            |

### Кандис Ренуар
На момент начала событий сериала Кандис ровно 40 лет. 

Она переехала из Сингапура во французский город Сет с четырьмя детьми: Эммой, Жулем и близнецами Мартеном и Лео. На такой шаг её заставила пойти измена мужа, Лорана. 

Её назначили на место командира группы по расследованию убийств. Проблема в том, что она была 10 лет в декретном отпуске. 

Это стало причиной того, что подчинённые не воспринимают новенькую всерьёз (считают отсталой домохозяйкой и старухой), а также у неё возникают постоянные разногласия с Антуаном Дюма, человеку, которому обещали должность командира, но повышения так и не дождался, и с комиссаром Ясминой Атье, которая моложе главной героини на 10-15 лет. Вскоре она сумела раскрыть многие преступления и завоевать внимание и доверие каждого сотрудника, став при этом их лучшей подругой. 

Её страсть — это машины и розовый цвет. Например, её сумка, кошелёк, удостоверение, одежда и даже резиновые сапоги, все они розового цвета. 

В 1-м сезоне у неё случается роман с Эрве, соседом по дому, который даже развёлся со своей женой ради Кандис. Их отношение заканчиваются, спустя несколько месяцев, потому что Эрве уехал, а в финальной серии 1-го сезона её соседом стал бывший муж Лоран. Несмотря на его помощь с детьми, подарки и радости, Кандис не поддаётся соблазнению с его стороны и всё равно разводится. 

В 7-й серии 2-го сезона знакомится с Давидом Кановой, с которым они начинают конкурировать, отбирая друг у друга дела. В 9-й серии этого же сезона Антуан, защищая Кандис, попал под пулю и был введён в состояние искусственной комы. В финальной серии того же сезона, благодаря Давиду, она раскрыла убийство, и они с ним поцеловались. 

В 1-й серии 3-го сезона они с ним то тайно встречаются, то расстаются, но всё же остаются вместе. В этом же сезоне она поладила с комиссаром, которая находилась на последних неделях беременности и даже находила садик для её уже позже рождённого сына. В финальной серии того же сезона, когда Антуан нашёл в куртке подозреваемого доппинг, обвинила его и отстранила, не поверя ни одному его слову (он уже 3 месяца был чист). Когда анализы показали отрицательный результат, она не сумела его найти, а он перешёл работать в другой отдел, так и не простив её. 

В 1-й серии 4-го сезона переезжает в новый дом на берегу моря, где уже открыто живёт с Давидом и детьми вместе. Из-за ухода Антуана Кандис в положении временного комиссара переживает депрессию и даже меняет стиль, но становится прежней, когда Дюма возвращается обратно. Он приводит с собой Сильвию Леклерк, нового комиссара, с которым у Кандис тоже не складываются отношения, но в 6 сезоне они стали лучшими подругами. В 5 серии приезжает на расследование убийств мужчин в город  Валансьен, её родной город. Там она встречается со своей матерью, с которой не скоро заговорила. У её мамы были две подруги, одну из которых звали Анна-Мария. В 6-й серии Антуан приехал к ней на помощь, когда Ренуар отравилась. Всю ситуацию осложняет тот факт, что все мужчины умирали сразу после свиданий с матерью, поэтому Кандис и она пытаются сбежать в Бельгию, но их останавливает полиция. Антуан раскрыл дело и убийцей оказалась Анна-Мария. Та пытается убить Кандис, но ломает только руку. Главная героиня и мама наконец-то помирились. Там же Кандис и Антуан провели ночь вместе. Завязался роман, который длился даже когда они вернулись в Сет, но закончился, когда Дженнифер, девушка Антуана, забеременела. Давид узнал о её измене и расстался с Ренуар, сохранив хорошие отношения с её детьми. В финальной серии того же сезона на Кандис охотился человек с бомбой, поэтому Давид отвёз детей к своей маме. Во время телефонного разговора с Кандис Давид обнаружил посылку с фотографией целующихся Антуана и Ренуар и открыл её с злобным настроением в результате чего мгновенно погиб. 

В 1-й серии 5-го сезона она попадает в автомобильную аварию, потому что ей везде кажется Давид. Какое-то время проездила на инвалидной коляске. В 4-й серии у Антуана и Дженнифер рождается дочь, Сюзан, поэтому Кандис принимает решение остаться в стороне и не влезать в семью. В 9-10-й серии того же сезона впадает в непонятную кому. Она попадает в 70-е годы прошлого века, там она встречает Давида, и они любят друг друга, как и раньше, но всё же она попрощалась с ним и вернулась обратно в тело, зная о том, кто убийца. 

В 1-й серии 6-го сезона Антуан возвращается после года пропажи и сразу же становится комиссаром на место Сильвии. Это очень злит Кандис, но она старается справляться. Они даже ходят к психологу, под гипнозом которого они поменялись телами на один день. Побывав в шкуре друг друга, их отношения налаживаются. В финале этого сезона она выходит замуж за школьного учителя, Макса. 

В 1-й серии 7-го сезона появляется её сестра Белиндая которая является виновником того, что сбила Антуана нв машине. В том же сезоне разводится с Максом и узнаёт от сестры, что у Антуана рак головного мозга. Ему сделали операцию на голове, а потом у него случилась амнезия, он ничего не помнил, что связано с Кандис. В 7-8-й серии 8-го сезона Кандис и ещё одного мальчика похитил фетишист, заперший их в особняке. Они сумели выбраться. К тому моменту Антуан всё вспомнил. 

В финальной серии того же сезона отстранена от должности, так как её сдал новичок, Исмаэль, когда увидел, как Дюма и она подложили телефон и раскрыли убийство. В 3-й серии 9-го сезона её восстанавливают в должности.

### Антуан Дюма
Антуан должен был стать начальником группы, но на это место поставили Кандис, с чего и начались события сериала и постоянные стычки между ними. Вскоре он смирился с реальностью и наладил связь с ней. Ему где-то около 30-35 лет. Он красивый, строгий, но романтичный мужчина, ездящий практически всегда на мотоцикле. В 3-й серии 2-го сезона появляется его мать. У них с ней ужасные отношения, потому что та не воспринимает таким, какой он есть. После того, как, благодаря нему, она сумела избежать смерти из-за хакерской атаки на кардиостимуляторе, их отношения потихоньку начали налаживаться, но подкосились, когда в 3-й серии 3-го сезона убили её любовника, однако его прах они развеяли вместе. В 9-й серии 2-го сезона, защищая Кандис, его подстреливают, в результате чего он впадает в кому. В 1-й серии 3-го сезона он почти восстановился в должности, но скрыл от всех тот факт, что от вечных кошмаров и болях в голове он принимает таблетки, от которых стал зависимым. Давид об этом узнал и послал его под прикрытием на порт, чтобы тот разоблачил сеть торговли таблеток. Антуан чуть не умер на этом задании, но Кандис и полиция приехала вовремя. На тот момент он уже две недели был чист. На том же задании познакомился с красивой девушкой по имени Дженнифер. У них завязываются отношения. В финальной серии 3-го сезона он нашёл допинг в куртке подозреваемого в убийстве. Кандис подумала, что он взялся за старое и отстранила его от дела, рассказав обо всём Атье. Он сдал анализы, но они оказались чистыми. Не простив её, переводится в другой отдел расследования убийств. С 1-й по 4-ю серии 4-го сезона работает в другом отделе. Страдая от того, что Кандис страдает и понимая, что его место там, где он работал всегда, возвращается обратно. В 6-й серии 4-го сезона приезжает для помощи в расследовании в Волонсьен к Кандис. Они вместе находят убийцу мужчин, а затем проводят ночь вместе. Их роман продолжился, даже когда они вернулись в Сет, но закончился, когда Дженнифер стала беременной. В 4-й серии 5-го сезона у них рождается дочь, Сюзана. Он заботится о ней, но Дженнифер уходит от него с ней, потому что так и не простила измену его с Кандис. Это происходит в финале 5-го сезона, а затем он пропадает на целый год, но возвращается в 1-й серии 6-го сезона и становится комиссаром вместо Сильви Леклерк. Кандис это раздражает, но он старается не обращать на это внимание. В конце 6-го сезона по дороге на свадьбу Кандис и Макса его сбивает машина. Виновником аварии является сестра Кандис, Белинда. У Антуана и неё случается роман, а в 9-й серии 7-го сезона они расстаются. В финальной серии Антуану сделали операцию на головном мозге из-за рака мозга. У него случилась амнезия, он не помнит Кандис, которая уже развелась. Весь 8-й сезон он ничего, что связано с ней, не помнит. Когда её в 7-8-й серии того же сезона похищает фетишист, все воспоминания к нему возвращаются. В финальной серии того же сезона Кандис отстраняют от работы, потому что по его вине друга Антуана им пришлось подкинуть улику на место и раскрыть убийство. Она приняла весь удар на себя. В 9-м сезоне, когда её восстановили, их отношения стоят на месте, но в финальной серии этого сезона они снова становятся вместе.

### Жан-Батист Меджоуи
Появляется в пилотной серии в качестве одного из подчинённых Кандис в группе. По национальности он алжирец. Носит очки. Ему где-то 30 лет. По-своему добрый, весёлый, но в то же время и справедливый. Он женат на Одри Меджоуи. В 5-й серии 1-го сезона у них родилась дочь, Лили. Жан-Батист с самого первого появления Кандис отнёсся к ней хорошо и без всякого презрения в отличие от своих коллег. Он даже выиграл в споре на деньги по вопросу "Умеет ли Барби-командирша (то есть, Кандис) стрелять. Покидает группу в финальной серии 2 сезона, когда Антуан лежал подстреленный в коме. Причиной стала его жена, которая не хотела больше рисковать своим мужем. Появляется в качестве гостя в 1-й и 4-й серии 3-го сезона, в 6-й серии 10 сезона.

### Кристель Да Сильва
Появляется в пилотной серии. По внешности и по характеру больше походит на бойкую, немножко бесчувственную, мальчуковую, но в то же время и очень эмоциональную молодую девушку лет 24-25. Она первая, кто назвала Кандис «барби в полиции» и была из тех, которые плохо к ней относятся. В финальной серии 1-го сезона она не выходит на работу, не отвечает на звонки и её нет дома около недели. Кандис решает узнать, что с ней. Она видит её, идущую посреди улицы, отталкивая от себя маленького 8-летнего мальчика по имени Люка. Оказывается это её сын, которого она родила в 16, а отец бросил их. Когда Ренуар пытается поговорить с ней об этом, Кристель уходит в слезах, говоря, что это не её дело. В 1-й серии 2-го сезона она посещает психолога, но сразу же уходит, как только Кандис отъезжает. В 8-й серии того же сезона становится известно, что она станет проводить больше времени с сыном. В 8-й серии 3-го сезона появляется отец ребёнка — Томά. Она кричит на него при всех, а в следующей серии он исчезает. Его находят убитым. В убийстве сразу же подозревают Кристель, но благодаря тому, что Кандис и Алин стали на её сторону больше всех, удалось доказать невиновность. В 3-й серии 5-го сезона ей предлагают работу в Париже в отделе по борьбе с хакерскими атаками. Это работа мечты для неё. Кандис воспринимает это плохо, что создало ссору между ними, но в прощальной вечеринке они высказали свою любовь друг к другу и мирно попрощались. В следующий раз появилась только в 9 и 10-й серии 9-го сезона в качестве гостя, приехавшего по старой дружбе помочь определить, кто слил в интернет все данные о полицейских. Ну и конечно же не обошлось и без её участия в расследовании убийств.

### Паскаль Ибаррури
Появляется в пилотной серии. Она патологоанатом. С первого же появления Кандис начала с ней, как со своей подругой, что придало новенькой уверенности. Позже они стали ещё более лучшими подругами. Известно, что когда-то встречалась с Антуаном Дюма. Она проучилась 5 курсов в медицинском институте на хирурга, а потом по её словам поняла, что больше не хочет, поэтому «пришла домой и уснула на 8 месяцев», а затем выучилась на судмедэксперта и приступила к работе в отделе убийств Покидает группу во 2-й серии 2-го сезона по причине того, что решила доучиться в медицинском и стать врачом. Её отъезд стал очень неприятной новостью для Ренуар, но они сумели дружно попрощаться, пообещав друг другу, что будут встречаться в будущем.

### Ясмина Атье
Появляется в пилотной серии в момент, когда Кандис впервые появляется в участке. Она довольно красивая и моложе главной героини примерно на 10 лет. В свои молодые годы она комиссар, любящая носить деловые костюмы и командовать всеми, не выходя дальше порога комиссариата. Относится с презрением к Кандис, считает, что её место на кухне. Любыми способами пытается сделать ей замечания за её пролёты и хочет уволить, однако ничего не может сделать, поскольку Кандис никогда не ошибается. Это раздражает Атье, но постепенно она привыкла к ней и её методам. В 8-й серии 2-го сезона становится известно, что Ясмина беременна. Кандис думает, что отцом ребёнка является Антуан. «Антуан переспал со всеми девушками в участке, не думаю, что и Атье пропустил, они же так доверяют друг другу» — говорила Кандис, но это оказалось не так. В дальнейшем отец будет так и неизвестен героям. Она сближается с Кандис, когда Антуан лежал в коме после ранения в конце 2-го сезона, то есть, они относятся друг к другу спокойно. Родила мальчика в 6-й серии 3-го сезона. Слушает каждый совет Ренуар, которая даже подыскала садик для её сына, правда, неудачно. Сначала решает выйти на работу. От совмещения воспитания и кучи разных обязанностей комиссара впадает в депрессию «Конечно, у меня не всё в порядке, начальство на меня давит, сотрудники не справляются, я же толком не высыпаюсь. Совсем.» Единственная, кому она такое говорила, была Кандис, она даже плакала ей в шарф. Последний раз появляется в финальной серии 3-го сезона, когда Антуан подал заявление о переводе в другой отдел. Больше она никогда не появлялась в сериале, но много раз упоминалась особенно в 4-м сезоне и во 2-м эпизоде 6-го сезона. Скорее всего, Ясмина покинула должность и ушла в декретный отпуск, однако её дальнейшая судьба неизвестна.

## Зрители и критика
Сериал имеет стабильно высокий телевизионный рейтинг — в среднем 4,2 млн зрителей у двух первых сезонов (1-й — 3,81 млн, 2-й — 4,58 млн.) Второй эпизод второго сезона собрал 4,97 млн зрителей, что составляет 21,9 % от общего числа. Третий сезон в среднем собирал 4,42 млн зрителей (18,9 % аудитории). За границей демонстрируется по местному телевидению в Бельгии, Швейцарии, Квебеке, Германии и Австрии, а в остальном мире через TV5 Monde.
Критики указывают на то, что сериал скорее комедийный, чем детективный, «экстравагантная буффонада» главной героини создает своеобразный шарм, но детективная составляющая весьма слаба — интрига предсказуема, а криминальные ситуации маловероятны в реальности. Юмор, в основном, обыгрывает стандартные клише противоречий между родителями и детьми, и столь же обычные сексистские штампы («Барби в униформе», «Я блондинка, но не дура»).

## Комментарии
1. ↑  Цитата из басни Лафонтена «Волк и ягненок»
2. ↑  Афоризм из романа Андре Мальро «Удел человеческий»
3. ↑  Цитата из новеллы Бодлера «Фанфарло»
4. ↑  Афоризм Эрнеста Ренана из «Моральных и критических опытов»
5. ↑  Афоризм Махатмы Ганди